# Sedov (schip, 1921)
De Sedov (Russisch: Седов) is een zeilschip. Het werd aanvankelijk Magdalene Vinnen II genoemd en daarna Kommodore Johnson. Sinds 1945 is het Russisch en heet het Седов. Met deze naam wordt de marineofficier en poolonderzoeker Georgi Sedov geëerd. De stalen viermastbark met hulpmotor is het grootste traditionele zeilschip dat nog in de vaart is. De thuishaven was lang Moermansk maar is sinds 2017 Kaliningrad. 

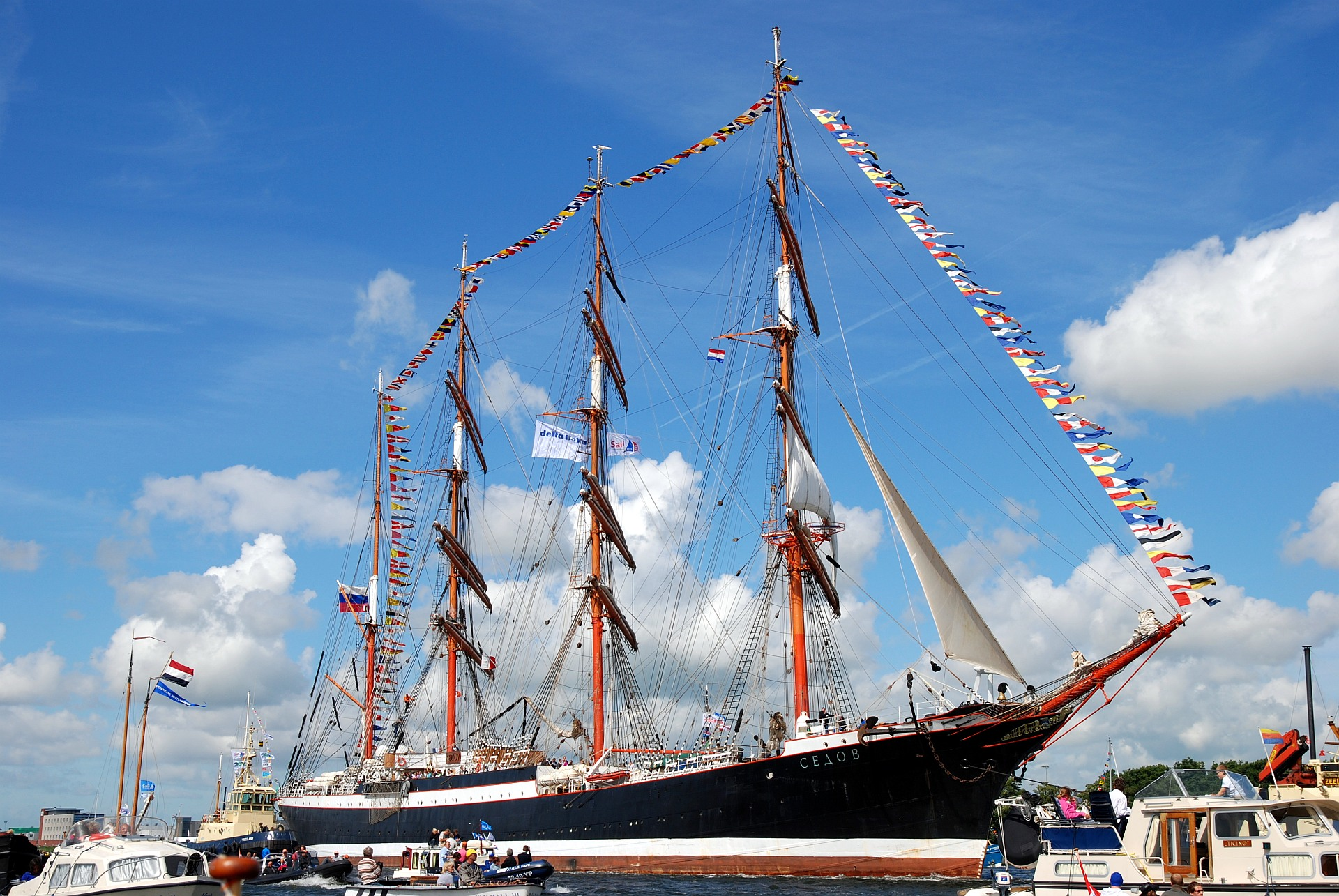
Tijdens de intocht op Sail Amsterdam 2010

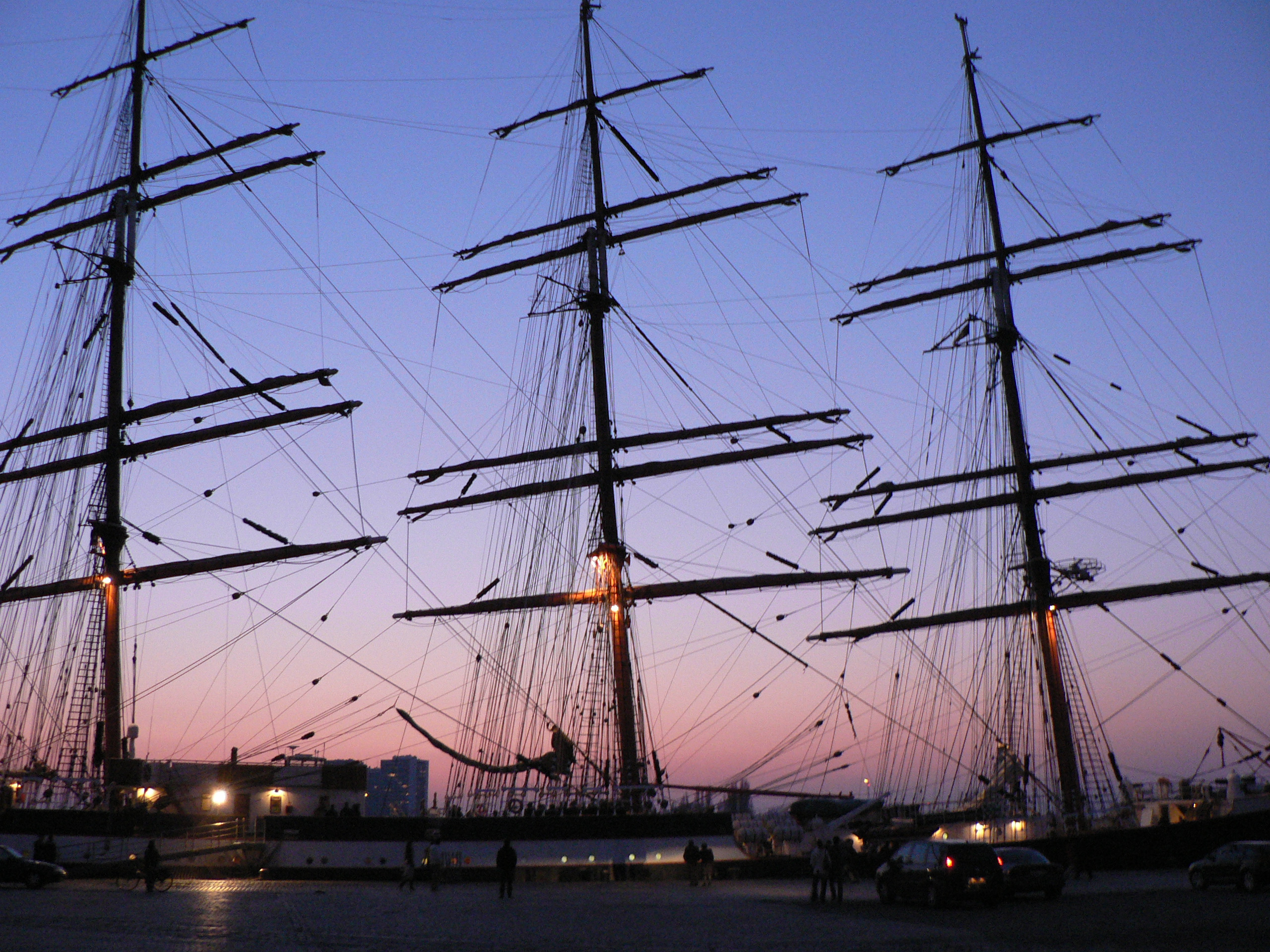
de drie dwarsgetuigde masten van de Sedov

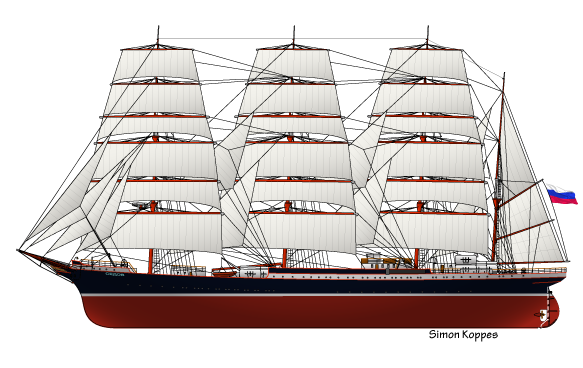
Lijntekening van de Sedov

De Sedov liep in 1921 als de Duitse Magdalene Vinnen II van stapel op de Krupp Germaniawerf in Kiel. Haar naam had ze te danken aan de eerste eigenaar Carl Vinnen die zijn dochter vernoemde. Rederij F. A. Vinnen uit Bremen was door de Eerste Wereldoorlog en het Verdrag van Versailles al haar schepen kwijtgeraakt, de Magdalene Vinnen II vormde onderdeel van een nieuwe vloot. De reder vond een hulpmotor eigenlijk niet nodig, maar liet zich door de werf en het Rijkscomité voor de herbouw van de Duitse koopvaardijvloot overtuigen er toch een in te laten bouwen. 
Het schip maakte op 1 september 1921 zijn eerste reis voor de Duitse rederij. Het vervoerde steenkool van Cardiff naar Buenos Aires. De Magdalene Vinnen II werd veel gebruikt om salpeter uit Chili en graan uit Australië naar Duitsland te vervoeren. In 1936 werd ze verkocht aan de Norddeutscher Loyd, die het onder de naam Kommodore Johnsen als vrachtvarend opleidingsschip gebruikte. Daartoe werden verblijven voor 50 tot 60 officieren in opleiding ingebouwd. Op de terugtocht van zijn eerste reis als Kommodore Johnsen zond het schip op 3 maart 1937 een noodsignaal uit wegens zware slagzij, nadat de lading tijdens een orkaan was gaan schuiven. Een Duitse tanker gooide olie op de golven, en toen ook de wind ging liggen, kon de lading worden gestabiliseerd. Het schip maakte in 1939 voorlopig haar laatste reis. Tijdens de Tweede Wereldoorlog was het opgelegd te Bremerhaven.
Na afloop van de oorlog voer het schip onder geallieerd bevel van de Flensburger Förde naar Hamburg. Op 20 december 1945 werd het door het Verenigd Koninkrijk als herstelbetaling overgedragen aan de Sovjet-Unie. Het zou voortaan de naam Sedov dragen en worden ingezet als opleidingsschip van de Sovjet-marine. Van 1957 tot 1966 voer het met cadetten aan boord op het noordelijk deel van de Atlantische Oceaan om oceanografisch onderzoek te doen. Vervolgens werd de Sedov eigendom van het ministerie van Visserij dat het schip gebruikte als opleidingsschip voor de Russische koopvaardij. Tussen 1975 en 1981 lag de Sedov op de marinewerf Kronstadt bij Sint-Petersburg. Het schip werd in 1981 omgebouwd zodat er meer mensen op konden worden gehuisvest, en er kwamen sportruimten, leslokalen en een klein museum. Het werd onderdeel van de Baltische divisie van opleidingsschepen met Riga als thuishaven, en voer in augustus van dat jaar voor het eerst sinds 1945 een westerse haven binnen, Horsens in Denemarken.
Sinds 1991 was het eigendom van de Technische Universiteit Moermansk. In 2017 werd het schip overgedragen aan de Technische Universiteit van Kaliningrad. De Sedov vaart van lente tot herfst als opleidingsschip op de Noordzee en de Oostzee. In beperkte mate kunnen betalende passagiers meevaren. In de winters van 2003/2004 en 2004/2005 lag het schip voor de winterperiode in Warnemünde. In de zomer van 2005 fungeerde het als filmset voor het draaien van een film over de ondergang van de viermastbark Pamir. Voor die gelegenheid werd de romp van de Sedov zwart geschilderd.

## Technische gegevens
- tonnage: 3556 bruto / 3017 netto
- waterverplaatsing: 6148 ton (gewicht plus lading)
- laadvermogen (als vrachtschip): 5340 ton
- lengte: 117,5 m over alles
- breedte: 14,6 m
- diepgang: 6,5 m
- masthoogte boven water: 58 m
- zeiloppervlak: 4195 m²
- hulpmotor: 1150 PK dieselmotor
- topsnelheid (zeilend): ruim 18 knopen
- bemanning:
  - als vrachtschip: ca. 30 koppen
  - als opleidingsschip: 55-60 koppen vaste bemanning; maximaal 110 cadetten, en maximaal 44 betalende opvarenden
- MMSI: 273511000
- IMO: 7946356
- Call sign: UELO

Naar Georgi Sedov is ook een ijsbreker genoemd; zie Sedov (schip, 1909).